# Len Elmore
Leonard J. Elmore, detto Len (New York, 28 marzo 1952), è un ex cestista statunitense, professionista nella ABA e nella NBA.

## Carriera
Venne selezionato dai Washington Bullets al primo giro del Draft NBA 1974 (13ª scelta assoluta).

## Palmarès
- NCAA AP All-America Second Team (1974)
- Tredicesimo per numero di stoppate di sempre ABA
- Nono migliore giocatore di sempre per stoppate a partita ABA in regular season (1,8 stoppate a partita)
- Trentacinquesimo miglior giocatore per palle rubate di sempre ABA